# Anggi flygplats
Anggi flygplats (indonesiska: Bandar Udara Anggi) är en flygplats i provinsen Papua Barat i Indonesien. Flygplatsen är belägen 2 025 meter över havet, vilket är viktigt eftersom den tunnare luften på hög höjd gör att ett flygplan behöver mer tid och landningsbana för att uppnå rotationshastighet.
Anggi flygplats tillhör regentskapet Kabupaten Pegunungan Arfak och servar i första hand orterna Anggi, Sutubay och Urongi. Flygplatsens adress är Distrik Sururey, Kab. Pegunungan Arfak, Papua Bar. 98354. Landningsbanan är gjord av betong, cirka 700 meter lång och löper i kompassrikningarna 12/30.